# Beer (Anglaterra)
Beer (pronunciat /bɪə/) és una població del Regne Unit, situada al comtat de Devon, (Anglaterra). Pertany al districte Devon Est. Aquesta petita vila de pescadors està construïda de cara a la badia de Lyme, a poc més d'una milla a l'oest de la ciutat de Seaton. Segons el cens del 2011, tenia uns 1.317 residents. El seu nom sovint és motiu de broma, ja que casualment s'escriu igual que la paraula anglesa per dir «cervesa».

## Localització

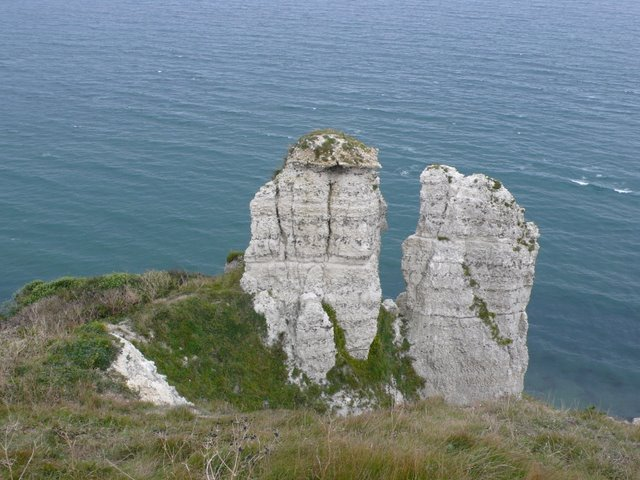
Beer Head

Beer està situada en un entorn natural declarat patrimoni mundial de la humanitat, la Costa Juràssica, que té 95 milles de llargada. Es tracta d'un litoral amb penya-segats, sobre la carena dels quals s'estén el sender del sud-oest d'Anglaterra. Beer Head, és el nom d'un d'aquests penya-segats, a sota del qual hi ha una petita badia que és el port natural de la vila. Molts dels edificis locals estan embellits amb la pedra blanca de creta característica d'aquest relleu.
Hi ha un torrent que s'obre pas seguint la carretera principal en direcció a la costa.

## Història

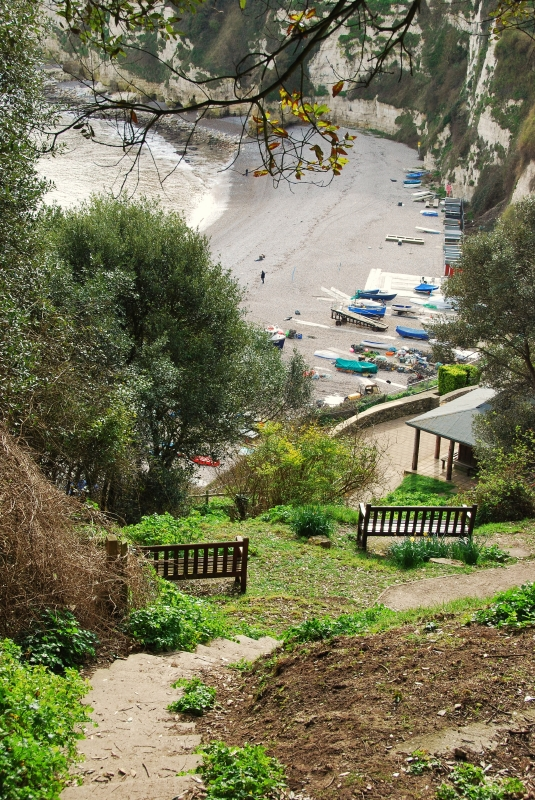
Sendera per baixar a la platja.

Beer és esmentat al Domesday Book, escrit el 1086, on es diu que pertanyia al hundred de Colyton i que tenia 28 llars. Encara que el seu nom coincideix amb la paraula anglesa per dir cervesa (beer), té un origen molt diferent: ve d'un mot en l'anglès antic bearu, que volia dir «arbreda» i que li devien posar perquè antigament el lloc tenia un petit bosc envoltant la vila.
En aquest lloc, hi havia entre els penya-segats unes coves que els contrabandistes feien servir per amagar les seves mercaderies. Sembla que eren molts els vilatans que hi participaven, com a complement a la seva economia pesquera. El contrabandista mś famós va ser John Rattenbury.

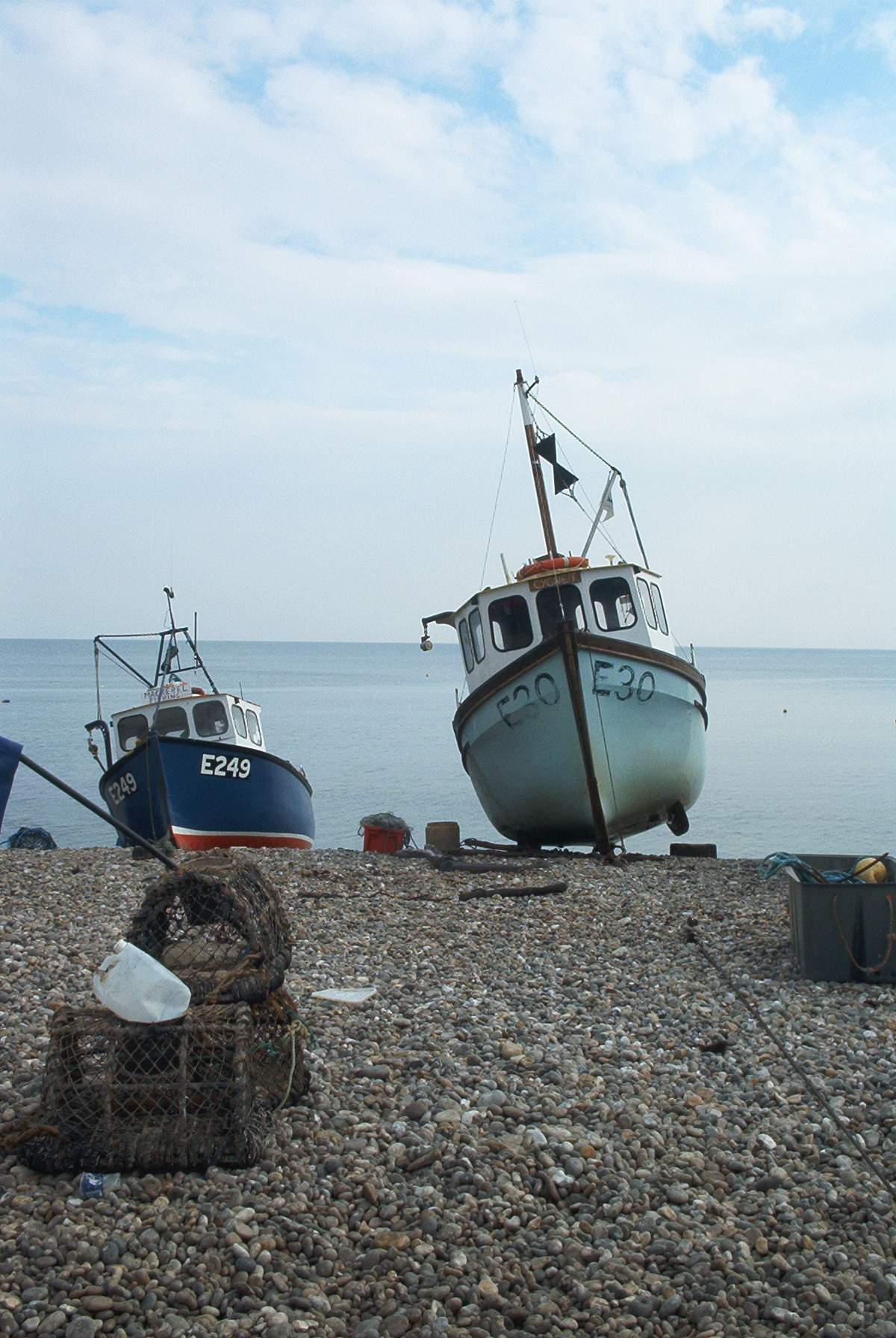
Barques i estris de pesca.

A més de la pesquera, una altra activitat econòmica tradicional de Beer era la producció de puntes de coixí. La badia fa de platja i de port, ja que no hi ha cap escullera construïda. El peix es ven a la mateixa vila o a les poblacions de la rodalia. Actualment es fan servi petits torns amb cables d'acer que funcionen amb energia elèctrica per treure les embarcacions de l'aigua o tractors situats a la platja amb el mateix objectiu. Terra endins es conserva un cabrestany antic d'acció manual per al qual calia fer servir la força de 20 homes. La forma de la costa ha permès que els marins de la zona poguessin sortir a treballar en condicions meteorològiques adverses, mentre que en altres lloc no podien: la badia està protegida dels vents dominants de l'oest i els penya-segats de Beer són l'aflorament rocallós de pedra calcària més allunyat de la costa sud-oest.
A l'extrem oest de la platja es conserva una estructura de vigilància, del tipus pillbox, de l'època de la segona guerra mundial.
Avui dia els ingressos econòmics són una combinació de la pesca i el turisme. Un atractiu turístic és una col·lecció de trens en miniatura anomenat Pecorama. La platja no és de sorra sinó de petits còdols, cosa que dificulta caminar per damunt i per solucionar això s'han fet catifes amb la goma emprada en cintes transportadores, una segona utilitat per reciclar aquest material.

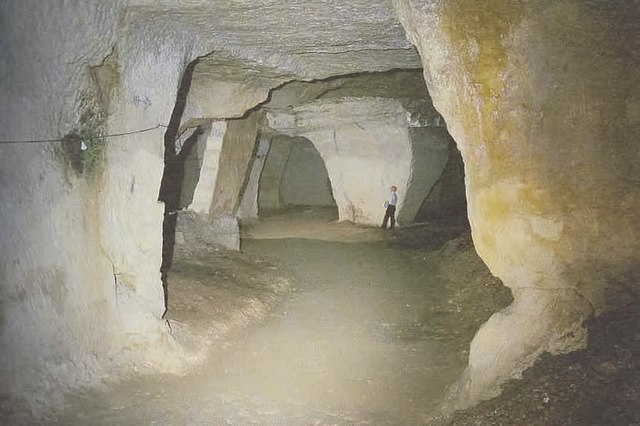
Interior de les antigues canteres.

A Beer hi ha un seguit de grutes, conservades com a lloc d'especial interès, les Beer Quarry Caves, resultat de la cantera d'on s'extreia pedra ja en l'època romana, una pedra valorada per ser fàcil de treballar i pel seu color que esdevé lleugerament groc quan entra en contacte amb l'aire. Aquesta pedra es va fer servir en 24 catedrals del Regne Unit, entre les quals estan la d'Exeter o l'abadia de Westminster, i en altres de fora com la Christchurch de Saint Louis (Missouri), als EUA.
L'Estació Espacial Internacional va pujar l'any 2008 un bacteri incrustat en petits fragments de roca procedent de la costa de Beer. L'agència espacial europea desitjava experimentar sobre la supervivència dels microbis en condicions extremes i, després de 553 dies a l'espai, molts dels bacteris seguien vius. La continuació de l'experiment consistia en fer servir una colònia de cianobacteris aïllats per l'Open University i portar-los a Mart o a la Lluna per tal de produir oxigen i trencar roques.

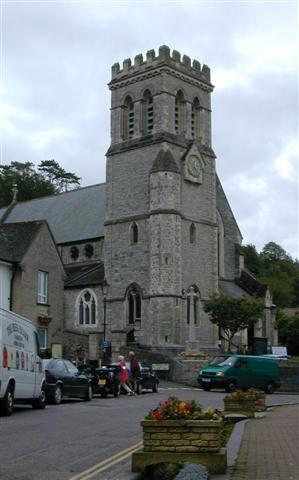
L'església de Beer.

## Edificis d'interès
L'edifici més destacat d'aquest municipi es diu Bovey House, una casa senyorial d'estil elisabetià, situat una milla cap a l'interior. El més antic és, però, un altre, Starre House, que està construït amb la pedra típica de la cantera de Beer i data del segle xvi.
L'església parroquial està dedicada a sant Miquel.